# アディル・オスマノフ

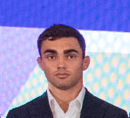

アディル・オスマノフ（Adil Osmanov 2000年7月2日- ）はモルドバの柔道選手。ロシア・モスクワ生まれ、キシナウ育ち。階級は73kg級。

## 経歴
それまで際立った成績を残していなかったが、2024年にグランプリ・リンツと グランドスラム・アンタルヤで優勝した。パリオリンピックでは伏兵ながら準決勝まで進むと、地元フランスのジョアン＝バンジャマン・ガバに敗れるも、その後の3位決定戦でイタリアのマヌエル・ロンバルドに一本勝ちして銅メダルを獲得した。2025年のワールドユニバーシティゲームズで優勝した。
IJF世界ランキングは3595ポイント獲得で13位(25/7/20現在)。

## 主な戦績
- 2023年 - グランプリ・リンツ　3位
- 2024年 - グランプリ・リンツ　優勝
- 2024年 - グランドスラム・アンタルヤ　優勝
- 2024年 - ヨーロッパ選手権　5位
- 2024年 - パリオリンピック　3位
- 2025年 - ワールドユニバーシティゲームズ　優勝

(出典、JudoInside.com)

## 人物
- オスマノフは2000年にアゼルバイジャン人と父とモルドバ人の母との間にモスクワで生まれ、2017年に家族と共にモルドバに移住し、キシナウで育つ[6]。